# Parasaurolophini
Parasaurolophini es una de las cuatro tribus de dinosaurios hadrosáuridos lambeosaurinos que vivieron en el Cretácico superior, (hace aproximadamente entre 76.5 y 66 millones de años, en el Campaniense), en lo que hoy es América, Asia y Europa.

## Descripción
Esta tribu forma parte de las cuatro tribus que existen dentro de Lambeosaurinae, se caracterizan por tener una cresta tubular muy prominente, fuera de eso se sabe muy poco de esa tribu.